# NGC 3097
NGC 3097 est une étoile située dans la constellation de la Grande Ourse. 
L'astronome américain Edward Austin a enregistré la position de cette paire d'étoiles en 1870.